# Gwary niemodlińskie

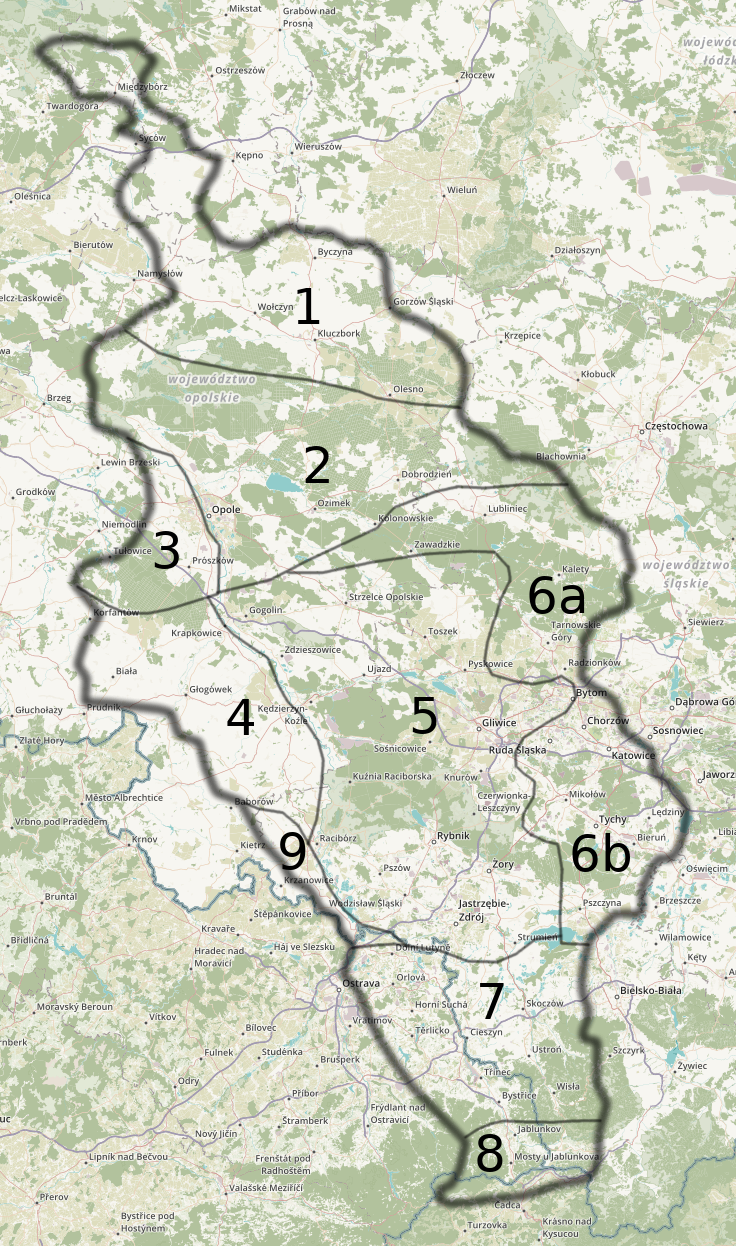
Gwary śląskie według Alfreda Zaręby, nr. 3 – gwary niemodlińskie

Gwary niemodlińskie – jedna z gwar środkowośląskich języka polskiego.
Gwary niemodlińskie zachowały się w dwóch rejonach: oś pierwszego stanowią miejscowości Piechocice, Stara Jamka, Kuźnica Ligocka, Sowin, zaś centrami drugiego są Narok i Niewodniki.
Cechami charakterystycznymi gwar niemodlińskich są
- dyftongiczna wymowa dawnego długiego a w postaci dyftongu oł (np. trołwa – trawa),
- monoftongiczna wymowa kontynuantów dawnego krótkiego i długiego o (wyjątkiem jest labializacja nagłosowego o-).

Różnie przedstawia się wymowa samogłosek nosowych. Mieszkańcy Sowina i Kuźnicy Ligockiej wymawiają nosówkę przednią szeroko i po spółgłoskach twardych, i po miękkich, co jest nawiązaniem do gwar głogóweckich i kozielskich. Z kolei mieszkańcy Naroku, Niewodnik i okolic nosówkę przednią po spółgłoskach twardych wymawiają szeroko jako nosowe a, a po spółgłoskach miękkich wymawiają wąsko jako nosowe y, co jest też typowe dla gwar opolskich.
Gwary niemodlińskie początkowo charakteryzowały się też mazurzeniem; obecnie rzadko występujące w tych gwarach.

## Przykład tekstu
Jak my byli chopcy, to my śli tys. cansto na gřiby. Noubaři my śe radowali, jak my nouwjancyj prawikůw a růtkopůw nazbjyrali, bo te bůuy bardzo twardy do krouńou. Prawiki a růtkopy – z wjankša rosnům we břuskach. Śińouki a kuřůntka – te z wjankša rosnům zajś we śwjyrckach. Majślouki tys. sům dobry, yno te žoudyn ńe chćou zajś roud uodźyrać, bo te musům zajś być uodźyrany, a bardzo śe lepjům po palcach. Bźony – te rosnům zajś na ślagach, na tych uodźymkach uod strumůw. I poram muchorůutkůw my tys. přinůjśli, co na muchy jadźić (Sowin).